# Abstinence sexuelle

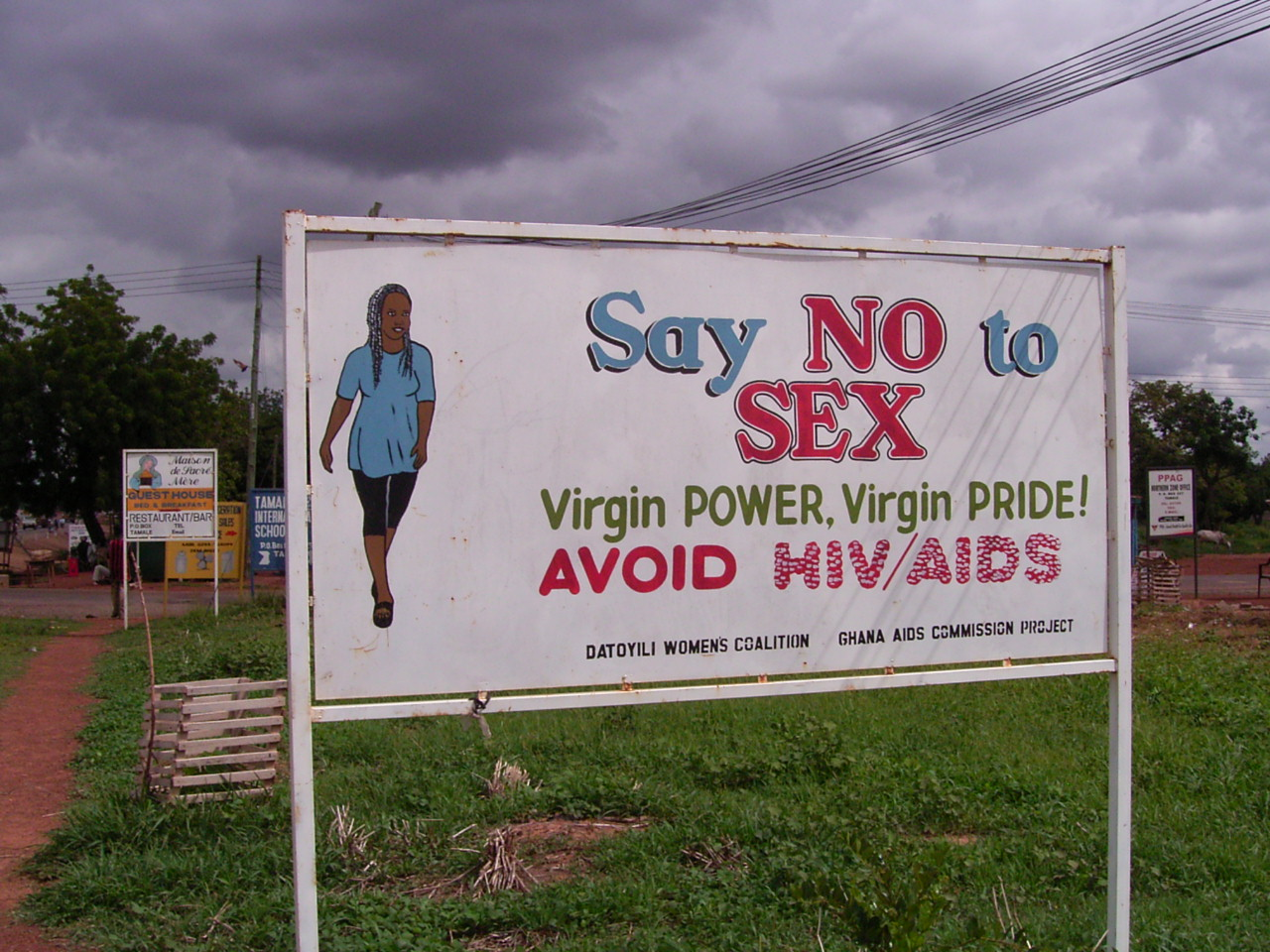
Panneau appelant à l'abstinence dans le but de freiner la propagation du VIH au Ghana.

Pour les articles homonymes, voir abstinence et continence.
L'abstinence sexuelle, ou continence, est le fait de vivre en renonçant volontairement à toute pratique sexuelle que ce soit pour des motivations sociales, médicales, idéologiques ou religieuses. Elle est aussi utilisée pour la régulation des naissances.

## Formes d'abstinence
Le degré d'abstinence va de la simple abstinence de coït génital, sans qu'il y ait nécessairement abstinence d'autres pratiques sexuelles, à l'abstinence totale d'intention d'ordre sexuel, y compris purement psychique (dans certains cadres religieux). On peut distinguer aussi l'abstinence associée au vœu de chasteté chrétien, ou à son équivalent dans de nombreuses autres religions, qui est le fait de religieux dans l'optique de transcender les pulsions associées.
On peut aussi faire le choix de l'abstinence, de façon définitive ou temporaire, tout simplement parce que l'on n'a pas envie ou qu'on ne ressent pas le besoin d'avoir des relations sexuelles, sans pour autant justifier ce choix par des convictions philosophiques ou religieuses. Au Japon, le phénomène des « hommes mangeurs d'herbe » (sōshoku danshi), qui préfèrent les longues balades au sexe et à l'argent prend de l'ampleur. Les « herbivores » incarnent une rébellion silencieuse contre les valeurs viriles et matérialistes associées au Japon de l'euphorie économique des années 1980.
Selon une étude de Dean M. Busby et al., de l'Université Brigham Young dans l'Utah, (une université des Mormons) publiée dans le Journal of Family Psychology (en), disant avoir interviewé 2 035 couples mariés entre 2006 et 2009, les couples « abstinents » seraient plus satisfaits que les « non-abstinents ». Leurs relations auraient 22 % en plus de stabilité. Leur communication serait de 22 % supérieure. Un couple ayant attendu le mariage pour avoir des relations sexuelles aurait 15 % de « rapports de qualité » en plus .

## Religions
La grande majorité des religions fixent dans leurs textes fondateurs les règles à observer en matière de sexualité. Elles indiquent parfois de façon très précise le type de relations autorisées et celles qui ne le sont pas, les conditions qui les autorisent (le mariage) le nombre et le sexe des partenaires possibles (en autorisant ou non la polygynie, la polyandrie ou l'homosexualité, par exemple) et demandent parfois l'abstinence totale à certains membres de la communauté. Ainsi les ministres de certains cultes doivent-ils prononcer un vœu de chasteté qui leur interdit toute activité sexuelle (c'est par exemple le cas des religieux et religieuses catholiques, ainsi que des moines des différentes religions ; contrairement à une idée répandue, les prêtres catholiques ne font pas de tel vœu et s'engagent simplement à suivre le conseil de célibat).
L'abstinence de toute relation sexuelle hors mariage est un précepte que l'on retrouve dans les trois grandes religions abrahamiques (islam, christianisme, judaïsme). Il est d'ailleurs mentionné de façon très explicite dans le dernier des dix commandements : « Tu ne convoiteras ni la femme, ni la maison, ni rien de ce qui appartient à ton prochain. » Le fait d'avoir une relation sexuelle avec une femme mariée est, d'après l'énoncé, une offense envers un autre homme : c'est le mari ou le père qui est offensé (voire le frère) ; une offense envers le mari, qui perd la garantie d'être le père des enfants ; une offense envers le père qui perd la possibilité de marier sa fille.

### Christianisme évangélique
Dans les années 1990, aux États-Unis, des organisations chrétiennes évangéliques promouvant les  pactes de pureté et la virginité avant le mariage, comme True Love Waits et Silver Ring Thing utilisent la bague de pureté comme symbole d'engagement.
Les tenants du pacte de pureté s'inspirent du concept de pureté sexuelle, qui passe notamment par l'abstinence sexuelle avant le mariage selon la Première épître aux Thessaloniciens.

## Controverses
L'abstinence est la méthode de contrôle des naissances privilégiée par les milieux conservateurs. On peut considérer qu'il s'agit d'une méthode de contraception, au sens où elle est définie par l'Organisation mondiale de la santé (OMS) comme l'« utilisation d’agents, de dispositifs, de méthodes ou de procédures pour diminuer la probabilité de conception ou l’éviter », même si cette définition demeure controversée.
Partant du constat que l'abstinence constitue une garantie absolue contre le risque de grossesse et un moyen très efficace de lutter contre la propagation des infections sexuellement transmissibles (IST), diverses organisations mènent des campagnes actives en faveur de l'abstinence auprès des adolescents et des jeunes adultes, les invitant à rester vierges jusqu'au mariage.
L'efficacité de ces campagnes est très contestée, les jeunes ayant fait le vœu de rester vierge avant le mariage s'avérant en pratique tout aussi exposés que les autres aux risques de contamination par les IST. Cela s'explique par le fait qu'ils pourraient ne respecter seulement que ce qu'ils considèrent à titre personnel comme relevant de la virginité, s'abstenant d'avoir des rapports sexuels avec pénétration vaginale pénienne, mais pratiquant tout de même la fellation ou la sodomie, surtout dans les régions où l'éducation sexuelle fait défaut. De plus, des recommandations basées exclusivement sur l'abstinence ont tendance à dissuader les jeunes gens d'employer le préservatif quand ils rompent leurs vœux, ce que font 90 % des porteurs de la bague de virginité selon une étude réalisée en Angleterre.
Aux États-Unis, l'abstinence sexuelle fut pratiquement l'unique moyen de contraception et de prévention des maladies vénériennes prôné par le gouvernement conservateur de George W. Bush. Cette politique méconnaissait les autres moyens de contraception, et en particulier l'usage du préservatif.